# اتاق کابوس
اتاق کابوس (به انگلیسی: the Nightmare Room) یک مجموعه تلویزیونی آنتولوژی است که از شبکهٔ تلویزیونی کیدز دابلیوبی پخش شد. این مجموعهٔ تلویزیونی بر پایهٔ کتاب پانزده جلدی اتاق کابوس به قلم آر.ال استاین است. استاین این داستان ترسناک را در سال ۲۰۰۱ به نگارش درآورده است.

## نام کتاب‌ها
- فراموشم مکن
- کمد شماره ۱۳
- نام من شیطان است
- دروغگو دروغگو
- دفتر خاطرات، من مرده‌ام
- مرا جانور می‌نامند (جانور خبیث)
- جیغ
- دختر سایه
- اردوی تابستانی به هیچ جا
- مهمانی در مهتاب (مهمانی هالووین)
- مدرسه ترس
- ملاقات کنندگان (بیگانگان)

و سه‌گانه بازیهای ترس
- بازی ترس
- از چه جیزی بیشتر می‌ترسی؟ (بازی بقا)
- هیچ‌کس زنده نمی‌ماند

این مجموعه در ایران، توسط غلامحسین اعرابی ترجمه شده و با نام "تالار وحشت"  توسط نشر ویدا و انتشارات پلیکان به چاپ رسیده‌است.